# Atiki (stacja metra)
Atiki – to w części podziemnej trzecia stacja na linii nr 2 metra w Atenach. Jednocześnie na poziomie ulicy jest to stacja linii nr 1 naziemnej, miejskiej kolei elektrycznej "ilektrikos", łączącej Pireus z Kifisią. Pomiędzy przystankami Atiki, Wiktoria, Omonia i Monastiraki linia nr 1 także przebiega pod ziemią, jako historycznie pierwsza linia metra.
Poprzednia stacja linii nr 2 to Sepolia, a następna to Larisa. Poprzednia stacja linii nr 1 to Wiktoria, następna to Ajos Nikolaos.